# Kimbrové

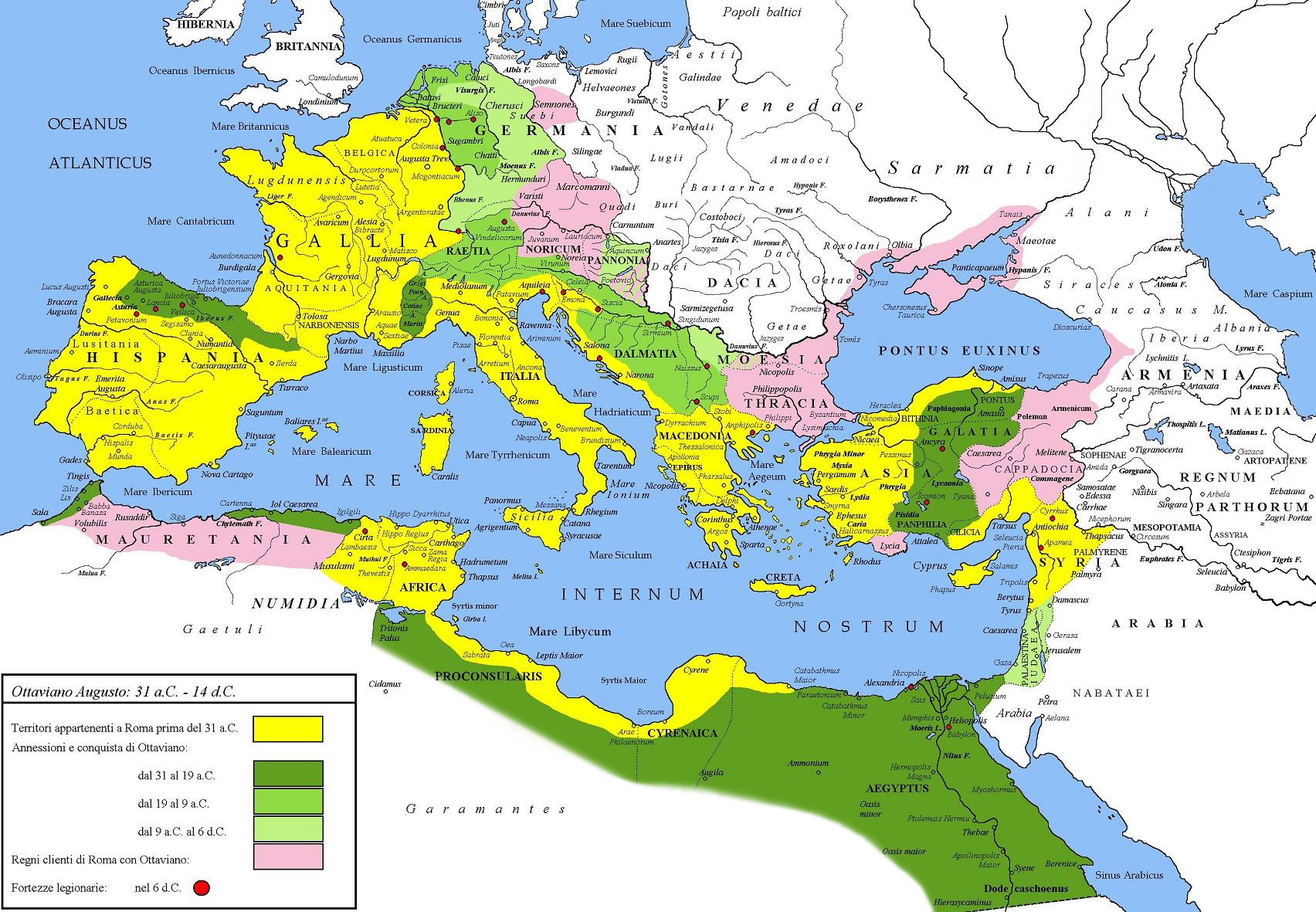
Římská říše pod vládou Augusta (27 př. n. l.-14 n. l.) s Kimbry v jejich domovině v Jutsku.

Kimbrové byli kmen, který, spolu s Teutony a Ambrony, ohrožoval ve druhém století před naším letopočtem Římskou republiku. Kimbrové byli pravděpodobně Germáni, ale někteří věří, že byli keltského původu. Starověké zdroje uvádějí za jejich domovinu Jutský poloostrov.

## Migrace
Někdy před rokem 100 př. n. l. započaly kmeny Kimbrů, Teutonů a Ambronů svou migraci na jih. Po několika neúspěšných soubojích s Boji a dalšími keltskými kmeny se kolem roku 113 př. n. l. přesunuly do Norica, kde napadly spojence Římanů, Taurisky.
Na žádost římského konzula Gnaea Papiria Carba, poslaného Tauriskům na pomoc, se útočníci stáhli. Brzy ale následovala bitva u Noreie, kde byly římské síly téměř úplně zničeny.

## Invaze do Galie

Invaze Kimbrů a Teutonů. Zeleně vítězství, červeně prohry.

I když měly nyní invazní síly cestu do dnešní Itálie volnou, zamířily na západ, do Galie. Zde docházelo k častým střetům s římskými vojsky, která většinou končila jako poražená. Roku 109 př. n. l. porazili římské vojsko vedené konzulem Marcem Juniem Silanem, který byl velitelem provincie Gallia Narbonensis. Stejný rok porazili i římské vojsko pod vedením konzula Gaia Cassia Longina, který padl u Burdigali (dnešní Bordeaux). Roku 107 př. n. l. Římané opět prohráli tentokrát proti vojskům Tigurinů, spojenců Kimbrů.

## Útok na Římskou republiku
Roku 105 př. n. l. začaly invazní síly plánovat útok na samotnou Římskou republiku. Římští velitelé prokonzul Quintus Servilius Caepio a konzul Gnaeus Mallius Maximus zbrzdili římský postup a tak Kimbrové mohli uštědřit legátovi Marcu Aureliu Scaurovi první porážku. A později také zdrcující porážku Caepiovým a Maximovým vojskům v bitvě u Aurasia. Římané ztratili 80 000 mužů, spolu s pomocnými silami ztráta činila 112 000 mužů.
V Římě propukla panika, každý očekával příchod nepřátel před brány Říma. Proto byla přijata zoufalá opatření, která byla v rozporu s římskou ústavou: Gaius Marius, který porazil numidského krále Jugurthu, byl zvolen konzulem a také vrchním velitelem na pět let. (104–100 př. n. l.)

## Porážka

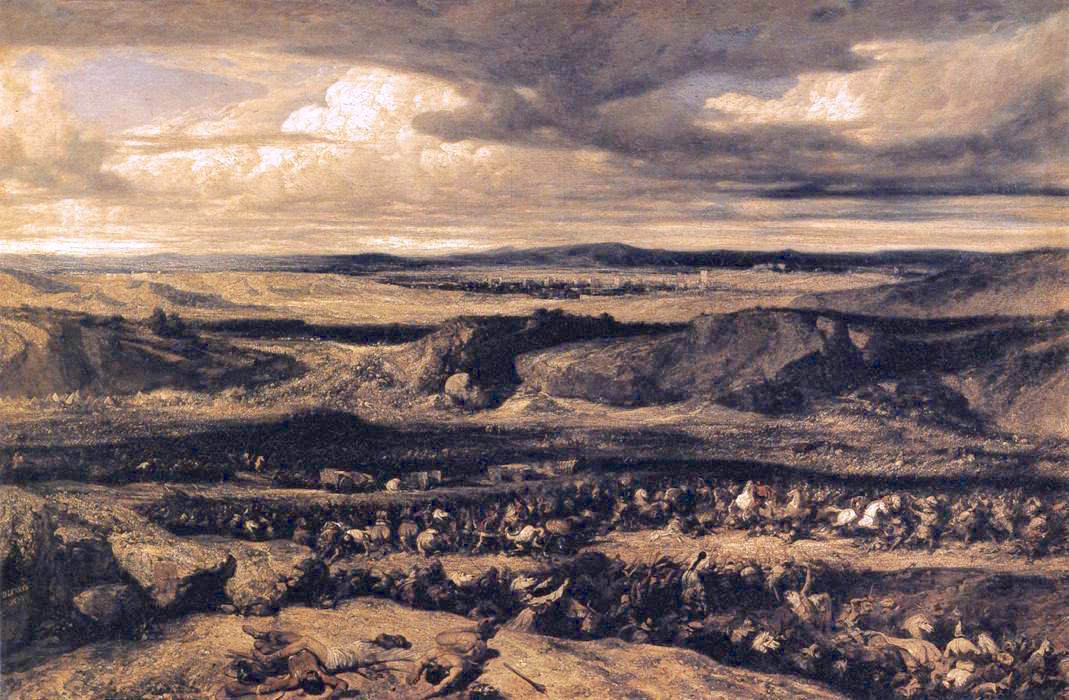
Porážka Kimbrů od francouzského malíře Alexandra-Gabriela Decampa

Roku 103 př. n. l. se Kimbrové a jejich spojenci vydali na Iberský poloostrov, kde široko daleko plundrovali. V té době měl G.Marius čas na přípravy a následujícího roku byl přichystaný střetnout se s Teutony a Ambrony u Rhôny. Tyto dva kmeny měly v úmyslu vniknout do Říma západní cestou, zatímco Kimbrové a Tigurini se vydali severní cestou přes Rýn a pak Tyrolské Alpy.
Teutoni s Ambrony střetli G. Maria u ústí řeky Isère, ale jeho dobře bráněný tábor se jim nepovedl obsadit. Vydali se proto dál. Avšak Římská vojska je pronásledovala. V bitvě u Aquae Sextiae Římané vyhráli dvě bitvy a vzali teutonského krále Teutoboda do zajetí.
Kimbrové pronikli přes Alpy na území severní Itálie. Konzul Quintus Lutatius Catulus se neodvážil opevnit tamní průchody a ustoupil za řeku Pád, země tak byla pro invazní vojska volně přístupná. Kimbrové nijak nespěchali a tak měli vítězové od Aquae Sextiae dostatek času na přeskupení s novými posilami. Konec invaze Kimbrů nastal roku 101 př. n. l. v bitvě u Vercell na soutoku řek Sesia a Pádu.
Byla to zdrcující porážka a oba vůdci Lugius a Boiorix padli. Ženy poražených kmenů se spolu se svými dětmi zabily navzájem, aby unikly otroctví. Kimbrové byli zničení, někteří však se možná mohli dostat zpátky do své domoviny v Jutsku, kde ještě v prvním století našeho letopočtu existovala populace, která se označovala jako Kimbrové.